# Catherine Cheatley
Catherine Cheatley (Whanganui, 6 de abril de 1983) es una deportista neozelandesa que compitió en ciclismo en las modalidades de pista, especialista en la prueba de puntuación, y ruta.
Ganó una medalla de bronce en el Campeonato Mundial de Ciclismo en Pista de 2007, en la carrera por puntos.

## Medallero internacional
| Campeonato Mundial | Campeonato Mundial         | Campeonato Mundial | Campeonato Mundial |
| Año                | Lugar                      | Medalla            | Competición        |
| ------------------ | -------------------------- | ------------------ | ------------------ |
| 2007               | Palma de Mallorca (España) | Medalla de bronce  | Puntuación         |